# 旅芸人 (バレエ)
旅芸人（たびげいにん、Les Forains）は、1945年に初演された1幕のバレエ。ローラン・プティの振付、ボリス・コフノの台本、アンリ・ソーゲの作曲による。

## 概要
パリ解放後、オペラ座を退団したローラン・プティは、1945年1月にコフノに台本の提供を依頼した。コフノはソーゲに作曲の協力を要請した。
1945年3月2日、パリのシャンゼリゼ劇場で「ローラン・プティ」と題された公演において初演された。作品は成功し、当時21歳のローラン・プティは振付師としても注目された。その後もフランス内外で公演を重ね、1951年11月までに449回の公演を行った。現在も再演され続けている。
バレエはエリック・サティの思い出に捧げられ、台本・音楽ともにサティの『パラード』を連想させるところが多々ある。しかし『パラード』の前衛性や奇抜さはない。
オランダでは初演のダンサーのひとりであるクリスティアン・フォワの振付で1958-1959年にオランダ・バレエ (nl:Nederlands Ballet) によって公演された。

## スタッフ
- 台本：ボリス・コフノ
- 振付：ローラン・プティ
- 美術：クリスティアン・ベラール（英語版）[6]
- 音楽：アンリ・ソーゲ
- 演奏：アンドレ・クリュイタンス指揮パリ音楽院管弦楽団[7]
- 配役：ローラン・プティ（手品師）、ニーナ・ヴィルボヴァ（英語版）のちリュドミラ・チェリーナ（眠れる美女）、クリスティアン・フォワ（ピエロ）[8]

## あらすじ
街にやってきたサーカスの一団が小さな舞台を作る。ショーでは少女や道化師、シャム双生児、ハトの手品、眠れる美女と手品師のパ・ド・ドゥ、アクロバットなどが次々に演じられる。しかし見物人たちは誰も金を支払わずに帰ってしまい、一団はがっかりしながら後片付けをして次の街へ向かう。忘れられたハトの鳥籠を最後に少女が取り戻しに来て舞台を去る。

## 曲の構成
- プロローグ Prologue - 高速な行進曲。
- 旅芸人たちの入場 Entrée des forains - ゆっくりしたワルツ。
- 練習 Exercices
- パレード Parade - プロローグと同じ曲。
- 興業 La Représentation
  - 椅子をもった少女 Petite fille à la chaise - 軽快なポルカ[9]。
  - アクロバット Visions d'art - ラヴェル風のゆっくりしたワルツ[9]。
  - 道化師 Le Cloune
  - シャム双生児 Les Sœurs siamoises - 舟歌
  - 手品師 Le Prestidigitateur
  - 手品師と人形（パ・ド・ドゥ） Le Prestidigitateur et la Poupée
- 終曲のギャロップ Galop final
- 集金と旅芸人たちの出発 Quête et départ des forains

## 使用
「旅芸人たちの入場」の音楽は後にジャン・ドレジャックによって歌詞がつけられ、「旅芸人の道 (Le Chemin des forains)」の題で1955年にエディット・ピアフによって歌われた。ピアフはサーカス一座の生まれで、サーカスに対して深い共感を持っていた。